# Бахалин
Бахалин (болг. Бахалин) — село в Болгарии. Находится в Софийской области, входит в общину Сливница. Население составляет 8 человек.

## Политическая ситуация
Бахалин подчиняется непосредственно общине и не имеет своего кмета.
Кмет (мэр) общины Сливница — Георги Сеферинов Георгиев (инициативный комитет — Георги Сеферинов Георгиев) по результатам выборов.